# El Parador
El Parador es una pedanía del municipio Salmantino de Santibáñez de Béjar, y la única, la cual se encuentra a tan sólo 485 metros de su casco urbano. Actualmente se podría decir que está deshabitado prácticamente durante todo el año, salvo en época estival, dónde pueden llegar a haber 10 personas. Nunca ha registrado una elevada población, la que más, sería en el año 1947, con unos 13 vecinos. En el año 2012, se registra 1 vecino.
| Gráfica de evolución demográfica de El Parador entre 1900 y 2023                         |
|                                                                                          |
| Fuente: Instituto Nacional de Estadística de España - Elaboración gráfica por Wikipedia. |

- Está colindando en la carretera SA-102, entre Santibáñez de Béjar y Puente del Congosto, a unos 300 metros del río Valvanera, y a su vez rodeado de campos de pasto y dehesas.

- Datos: Q5822728